# Dietmar Woidke
Hubert Dietmar Woidke (Naundorf bei Forst, 1961. október 22. –) német agrármérnök, politikus, 2013 óta Brandenburg tartomány miniszterelnöke, 2019-től 2020-ig a Bundesrat elnöke (SPD).

## Élete
Dietmar Woidke 1961-ben született a Cottbus kerületben fekvő, azóta Forst városához csatolt Naundorfban, édesapja lakatos, édesanyja könyvelő volt. Bátyjával a család farmján nőtt fel. 1980-ban érettségizett, ezután másfél éves sorkatonai szolgálatot teljesített Cottbusban, majd 1982-ben a berlini Humboldt Egyetem Mezőgazdasági Karának hallgatója lett, ahol 1987-ben mezőgazdaság és állattenyésztés/táplálkozásélettan szakon szerzett agrármérnök diplomát. A diploma megszerzését követően a Humboldt Egyetem Táplálkozásélettani Intézetének tudományos munkatársa, majd 1990-ben a Sano-Mineralfutter GmbH takarmánygyártó cég tudományos részlegének vezetője lett. 1992 és 1994 között Spree-Neiße járás Környezetvédelmi és Mezőgazdasági Hivatalának vezetője volt, ezalatt 1993-ban az agrártudományok területén egyetemi doktori címet szerzett.
1993-ban Németország Szociáldemokrata Pártjának tagja lett, és a párt jelöltjeként 1994-ben beválasztották Brandenburg tartomány parlamentjébe, ahol azóta is képviselő. 2004 és 2009 között Brandenburg tartomány vidékfejlesztési, környezet- és fogyasztóvédelmi minisztere, majd 2009-től 2010-ig pártja frakcióvezetője volt a tartományi parlamentben. 2010 és 2013 között Brandenburg tartomány belügyminisztere volt, majd 2013 augusztusában a tartomány miniszterelnökévé választották, tisztségében a 2014-es és a 2019-es választásokon is megerősítették. 2014 és 2022 között a német-lengyel társadalmi és határmenti együttműködés koordinátora volt. 2018-ban a Bundesrat második alelnöke, 2019-ben elnöke, majd 2020-ban első alelnöke lett.
Woidke evangélikus vallású, nős, egy gyermek édesapja. Családjával Forstban élnek.

## Fordítás
Ez a szócikk részben vagy egészben  a   Dietmar Woidke című német Wikipédia-szócikk ezen változatának fordításán alapul.  Az eredeti cikk szerkesztőit annak laptörténete sorolja fel. Ez a jelzés csupán a megfogalmazás eredetét és a szerzői jogokat jelzi, nem szolgál a cikkben szereplő információk forrásmegjelöléseként.